# Драмен
Дра̀мен (на норвежки: Drammen) е град и едноименна община в южната централна част на Норвегия. Разположен е на брега на фиорда Ослофьор около устието на река Драменселва във фюлке Бюскерю на около 40 km югозападно от столицата Осло. Получава статут на град през 1811 г., а статут на община на 1 януари 1838 г. Има жп гара и пристанище. Важни отрасли от икономиката на града са обработката от дървен материал, производството на целулоза и хартия, минното дело, включващо добив на цинк, никел и кобалт. Корабостроене, улов на сьомга. Население от 94 900 жители според данни от преброяването към 1 януари 2008 г.

## Спорт
Представителният футболен отбор на града носи името Стрьомсгодсе ИФ. Играл е в най-горните две нива на норвежкия футбол.

## Личности
Родени
- Оле Ейнар Бьорндален (р. 1974), норвежки биатлонист
- Юхан Халвошен (1864 – 1935), норвежки композитор, диригент и цигулар